# ビル・モリッシー
ビル・モリッシー（William "Bill" Morrissey、1986年8月16日 - ）はアメリカ合衆国の男性プロレスラー。ニューヨーク州グレンデール出身。AEW所属。

## 来歴
学生時代はバスケットボールに励み、ニューヨーク大学在学時にはキャプテンの役割を担う活躍を見せた。

### インディー団体
2010年、地元であるニューヨーク州を拠点とする団体であるWUW（World of Unpredictable Wrestling）に入団。数々の名選手を育てていることで有名なトレーナーであるジョニー・ロッズの下でトレーニングを開始し、ビッグ・ビル・ヤング（Big Bill Young）のリングネームで活動。

### WWE

#### FCW / NXT
2011年6月、WWEとディベロップメント契約を交わし入団。傘下団体のFCWにてコリン・キャサディ（Colin Cassady）のリングネームで活動。上層部からの期待から入団間もないながら、8月4日のハウスショーに6人制タッグマッチでデビュー。11日のテレビショーにロドニー・トーマスと組んでリッチー・スティムボートとのハンディーキャップマッチに出場するが、反則負けを喫する。以後、トップ戦線のレスラーたちとの対戦が多くなり、2012年2月のケネス・キャメロンに勝利するまで連敗を続けた。3月よりアレクサンダー・ルセフとタッグを組み活動するがトップ戦線に絡めず、シングルではエイデン・イングリッシュとの抗争を開始するも短期間で終了。FCWが新人発掘番組であったNXTと統合して新生NXTに移行したことにより、ルセフとのタッグは解消。NXTではシングル戦線に戻るが、勝利と敗戦の繰り返し、連勝できない状態が続いた。
2013年5月20日、NXTに久々の登場となったがメイソン・ライアンを相手にジョバー的な役割で簡単に敗戦となった。また、7月4日にはライアンがエンツォ・アモーレとの試合後に再戦することを要求されたために対戦するが連敗を喫した。しかし、7月11日には同じくライアンに負けたアモーレと組んでライアンとハンディキャップマッチを行いリベンジを果たした。8月よりタッグ戦線に乗り込むようになり、ファイティング・リージョナーズと抗争を開始。9月25日にはNXTタッグ王座挑戦権争奪ガントレットマッチにおいてCJパーカー & タイラー・ブリーズ、ファイティング・リージョナーズと続けて勝利したもののジ・アセンションに敗戦し、挑戦権を逃した。11月にアモーレが負傷欠場したことにより、シングルプレイヤーへ転向。11月20日、NXT王座の挑戦権を得ることができるビート・ザ・クロック・チャレンジマッチに出場し、因縁のあるルセフと対戦するが敗戦した。12月にはNXT Liveにてアンジェロ・ドーキンスとタッグを組んでジ・アセンションと抗争を展開。

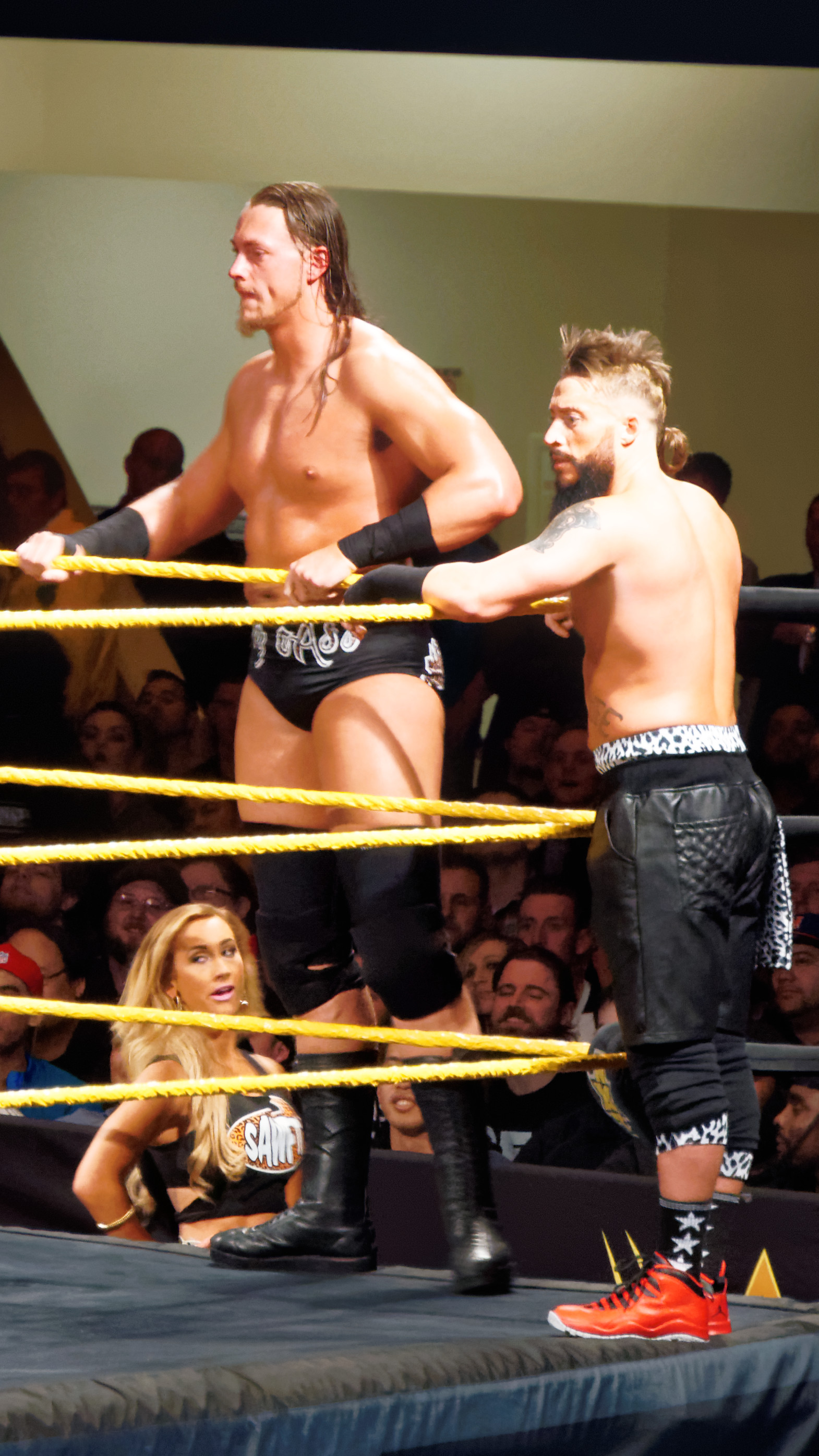
2015年

2014年1月1日、エイデン・イングリッシュと歌唱力対決を行い勝利するも異議を唱えたイングリッシュの要望により再戦するが襲撃を受けてしまい、抗争を開始した。同月22日にはアモーレが車椅子に乗りながらではあるが、スキットでの復帰を果たしてバックステージにてイングリッシュとの口論にて言い負かした。同月29日、タイラー・ブリーズと対戦中にバックステージにてアモーレがイングリッシュに襲撃されたかのような映像が流されたことにより気を取られたキャサディは敗戦。試合終了後、キャサディがバックステージへと駆け込むとアモーレは襲撃された様子もなく、この有様にキャサディは怒り退室した。以降、イングリッシュとは対戦する機会が多かったもののスキットやマイクアピールなどを行わずに対戦するようになり、抗争は自然消滅する形で終了した。6月12日、シルベスター・ルフォーとのシングルマッチにて勝利した事により因縁が生まれ、リージョナーズ（ルフォー & マーカス・ルイス）と抗争を開始。同月26日にはソーヤー・フルトンと対戦して勝利した直後にリージョナーズがバックステージより登場し、リング内へと迫る勢いであったところをアモーレが現れて追い払い、救出された。アモーレ復帰後、再びタッグを組んで活動。8月より開始したNXTタッグ王座挑戦権獲得トーナメントに出場し、21日に行われた準決勝にてボードビラインズ（イングリッシュ & サイモン・ゴッチ）と対戦するが敗戦した。9月11日、Takeover Fatal 4 Wayにて遺恨戦としてアモーレ vs ルフォーによるヘアー vs ヘアーマッチが行わられアモーレが勝利するが、ルフォーは逃走。代わりにルフォーの相棒であるルイスを捕えて脱毛剤を頭から浴びせた。10月15日、リージョナーズとの試合直後に新たなメンバーとしてディーヴァであるカーメラを紹介。カーメラ vs ブルーパンツでカーメラが勝利し3人での活動を開始。
2015年2月、NXTタッグ王座を保持するダブステップ・カウボーイズ（ブレイク & マーフィー）と抗争を開始。ダブステップ・カウボーイズ自体はキャサディとアモーレは眼中になくカーメラに求愛し続ける。5月20日、Takeover Unstoppableにてダブステップ・カウボーイズに挑戦。アモーレが試合途中でグロッキー状態に陥りながらもタッチに成功し、奮闘してエンパイア・エルボーやイーストリバー・クロッシングで攻めて試合を終わらせようとするがアレクサ・ブリスがカーメラを襲撃してレフェリーを妨害した事により敗戦した。12月16日、Takeover LondonにてNXTタッグ王座を保持するメカニックス（ダッシュ・ワイルダー & スコット・ドーソン）に挑戦。序盤にドーソンとワイルダーから2人がかりで攻められ苦戦するが場外に追い出すとエンツォを投げて状況を打破。しかし、脚を痛めた事により集中して攻められるようになり最後はエンツォがシャッター・マシーンを喰らい敗戦した。
2016年3月12日、WWE・Roadblock 2016にてNXTタッグ王座を保持するザ・リバイバル（ダッシュ・ワイルダー & スコット・ドーソン）に挑戦。序盤にエンツォが捕まり苦戦を強いられるがタッチに成功するとドーソンにスティンガー・スプラッシュ、ワイルダーにエンパイア・エルボーを決めて流れを一転。さらにワイルダーにランニング・ビッグブートからイーストリバー・クロッシングへと繋げて勢いをつけ、スカイズ・ザ・リミットを狙うがエンツォがドーソンの介入に遭い不発。場外にてシャッターマシーンを喰らってしまいアモーレが孤立したところ、最後にシャッターマシーンを決められ敗戦した。

#### WWE
2016年4月4日、WWEに昇格。RAWにてウーソズ（ジミー・ウーソ & ジェイ・ウーソ） vs ダッドリー・ボーイズ（ババ・レイ・ダッドリー & ディーボン・ダッドリー）の試合後、勝利したダッドリー・ボーイズが場外で言い争っているところにアモーレと共にバックステージから登場。リングへ上がると恒例であるマイクアピールでダッドリー・ボーイズを挑発して対戦をアピール。最後に "SAWFT" で締めた。同月14日、SmackDownにてWWEタッグ王座挑戦権争奪トーナメントにエントリー。1回戦でジ・アセンション（コナー & ビクター）との対戦でWWEデビュー。序盤にアセンションの連携によりアモーレが捕まってしまい主導権を握られるがタッチ成立後、ビクターにエンパイア・エルボーからビッグブーツで倒すと形勢を逆転。最後にビクターにスピニングサイドスラムで倒し、アモーレがスカイズ・ザ・リミットを決めてWWEデビュー戦を勝利で飾った。同月18日、RAWにて準決勝でダッドリー・ボーイズと対戦。序盤よりアモーレが捕まり苦戦。難を逃れてタッチ成立後にディーボンを攻めるが試合巧者であるダッドリー・ボーイズの連携からリバース3Dを喰らうもババ・レイのクローズラインをディーボンに誤爆するよう誘発。ビッグブートを決めて形勢を逆転するとスカイズ・ザ・リミットを決めて勝利。金星を手にした。5月1日、Payback 2016にて決勝でボードビレインズと対戦。アモーレとの連携を上手く行い主導権を握っていたが、アモーレがゴッチよりロープに投げられたところ場外へ滑り込もうとした事に失敗して首がロープに当たるとリングに側頭部を打ちつけ失神。動けなくなりレフェリーの判断により無効試合となった。同月5日、SmackDownにてニックネームとして使用していたビッグ・キャス（Big Cass）をリングネームへと変更。同月9日、RAWにてクリス・ジェリコが担当するトークコーナーである "Highlight Reel" にてジェリコが話している中、バックステージから登場。リング内でマイク合戦を行い、ジェリコ時代の終焉、自身の身長が2mを超えている事を強調し、最後には "SAWFT" でリングから降りたジェリコを挑発。逆上してリングに戻ろうとしたところにビッグブートを決めてコーナーは終了した。同日、メインイベントにてジェリコと対戦するはずであったが自身の入場後に続いて入場したのはディーン・アンブローズであり、バックステージから慌てて入ってきたジェリコに向かってアンブローズはジェリコのトレードマークとなっていたジャケットを破壊。アンブローズからジャケットを取り戻したジェリコの退路を塞ぐと襲撃し、アンブローズにジャケットを渡すと再び破壊。ジェリコを絶望させた。エンツォ離脱後、短期間シングルとして活動するが同月27日、WWE Liveにてエンツォが復帰して再びタッグとして活動。
2017年5月22日、RAWにてエンツォがバックステージで何者かによって襲撃され昏倒。これを自身とGMであるカート・アングルが発見。アングルは犯人を捜すと告げるが自身はアングルよりも先に犯人を見つけると宣言した。同月29日、205 Liveのハイライト中であった実況陣に割り込み、カラーコメンテーターのコリー・グレイブスに犯人ではないか詰め寄るが否定するグレイブスに対して最後は握手を交わしを去るが、後に再びバックステージにてエンツォが襲撃されてしまった。6月5日、カール・アンダーソン & ルーク・ギャローズとの対戦前にバックステージで自身が何者かに襲撃されてしまう。この事態にエンツォはビッグ・ショーと組んで試合を行い勝利した。同月12日、エンツォと組んでカール・アンダーソン & ルーク・ギャローズと対戦するが最後にエンツォが合体技であるマジック・キラーを決められ敗戦。試合後にエンツォが襲撃されると救助に来たビッグ・ショーに助けられ二人は抱擁を交わした。同月19日、遂に襲撃事件に決着をつけることになり、カート・アングル、エンツォ、そして容疑をかけられているザ・リバイバル（スコット・ドーソン & ダッシュ・ワイルダー）、ビッグ・ショーとリングに集まり、討論を交わすが実況席よりコリー・グレイブスが割り込むと自身が犯人である証拠フィルムを流される。これに驚愕したエンツォに対して不満が募っていた真相を語ると罵倒してビッグブートを放ちリングから去り、事実上のタッグを解散する事になった。8月20日、SummerSlam 2017にてビッグ・ショーと対戦。エンツォ・アモーレがリング上に吊るされたシャークケージに閉じ込められた状態で試合を展開。終盤にエンツォがケージから脱出するところを待ち構え、降りてきたところにビッグブートを決める。そしてビッグ・ショーにビッグブートからエンパイアエルボーを決めて勝利した。同月21日、RAWにてエンツォ・アモーレとブルックリン・ストリートファイトで対戦。試合中に脚を故障してしまいレフェリーストップで敗戦した。
2018年4月17日、SmackDown LiveにてAJスタイルズ & ダニエル・ブライアン vs ルセフ・デイ（ルセフ & エイデン・イングリッシュ）の試合中に中邑真輔が場外からスタイルズをローブローを浴びせ、中邑に気を取られていたブライアンが試合に戻ろうとしたところに登場。ビッグブートを決めて復活をアピールした。6月19日、WWEから解雇になる。
2022年5月4日、AEWに登場。ウォードロウと対戦するも敗戦。

## 得意技

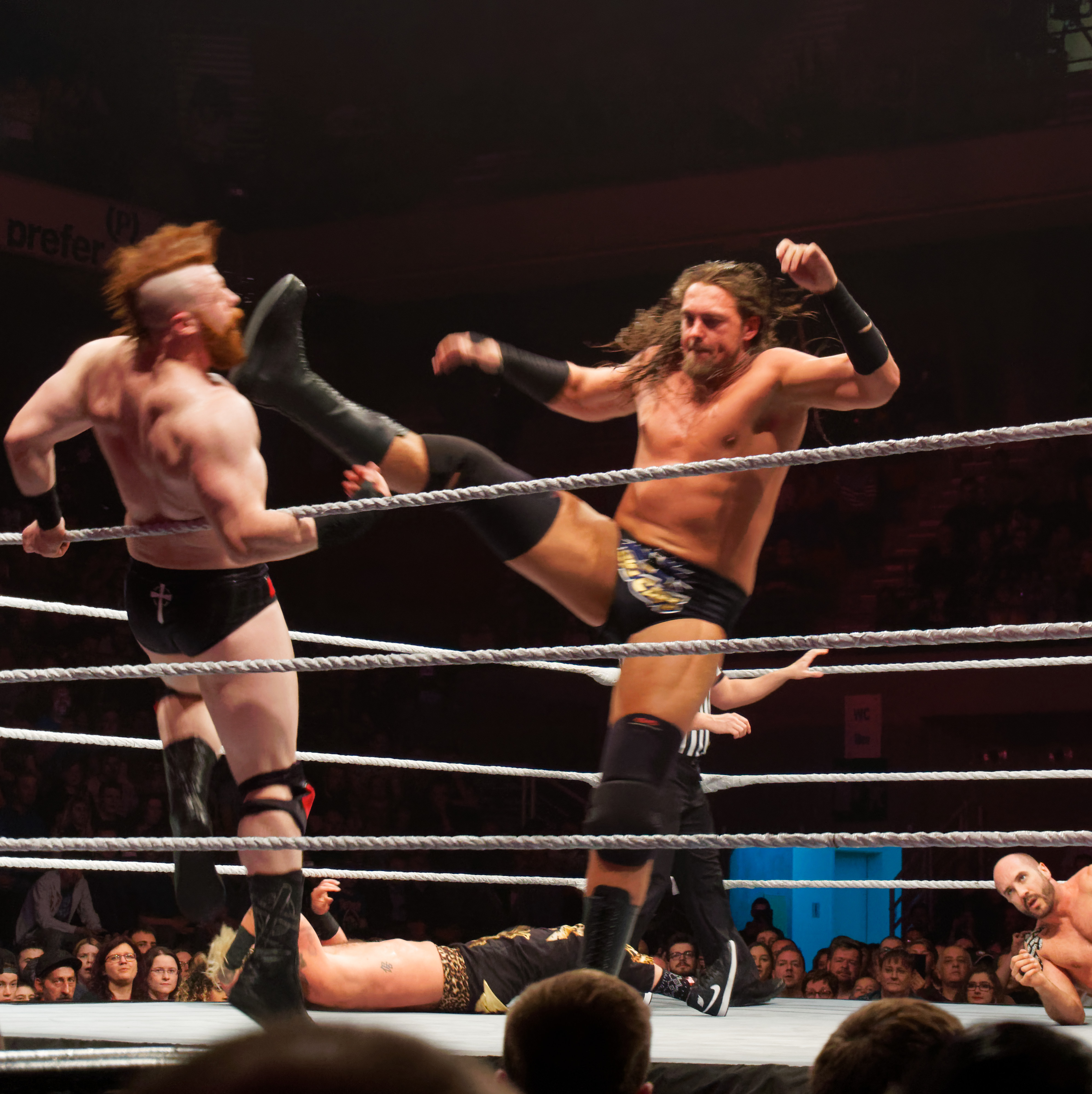
ランニング・ビッグブート

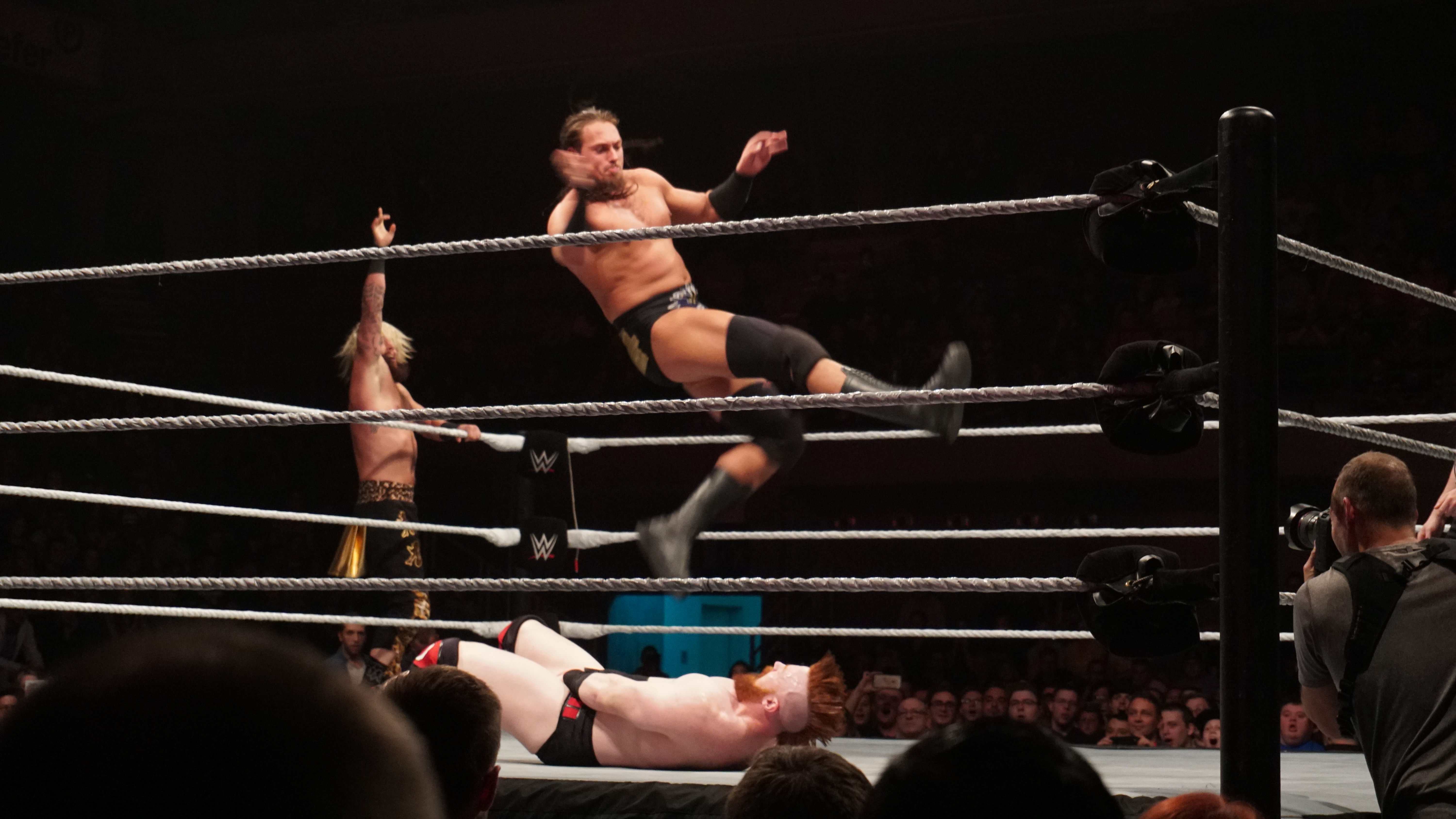
エンパイア・エルボー

### フィニッシュ・ホールド
イーストリバー・クロッシング
スウィング式サイドスラム。
　相手をブロックバスターの体勢で担ぎ上げ、勢いをつけて左腕を軸に相手の下半身を旋回させながら、自ら尻餅を着きながら相手を背中からマットに叩きつけるスウィング式サイドスラム。長身から繰り出されるため威力大。
FCW時代は、フルネルソン・スラムとして使用。
パワーボム

### 打撃技
エルボー
エルボー・スタンプ
バックエルボー
ナックル・パンチ
クローズライン
ランニング・ビッグブート
キッチンシンク
スティンガー・スプラッシュ
エンパイア・エルボー
決め台詞である"S-A-W-F-T. Saaaawwft !!!!!!"と叫んでからジャンピング・エルボードロップを決める。

### 投げ技
スープレックス
スーパープレックス
ベリー・トゥ・バックスープレックス

## タイトル歴
AEW
- AEW世界タッグ王座 : 1回（第12代）（パートナーはリッキー・スタークス）

## 決め台詞
- S-A-W-F-T. Saaaawwft !!!!!!

エンツォ・アモーレとタッグを組んでいた時代に使用。

## 入場曲
- Italian Lover
- Formula One
- SAWFT is a Sin
- Karma - 現在使用中